# Asticta astragali
Asticta astragali är en fjärilsart som beskrevs av Herrich-Schäffer 1847. Asticta astragali ingår i släktet Asticta och familjen nattflyn. Inga underarter finns listade i Catalogue of Life.